# Juan Cortina
Juan Nepomuceno Cortina Goseacochea (Camargo, 16 de mayo de 1824– Azcapotzalco, 30 de octubre de 1894), más conocido como Juan Cortina o por sus sobrenombres Cheno Cortina o el Robin Hood del Río Grande, fue un ranchero, político, líder militar, forajido y héroe popular. 
Es famoso por dirigir una fuerza mexicana de forajidos y soldados irregulares que mantuvo una guerra de guerrillas, primero contra la República de Texas y luego contra los Estados Unidos y los Estados Confederados de América, mejor conocidas como las Guerras de Cortina. Entre 1842 y 1846 fue parte de una facción secreta de grandes rancheros mexicanos que se resistieron al intento de la República de Texas de anexionarse su región meridional. 
Durante la Intervención estadounidense en México de 1846-1848 fue nombrado oficial del ejército mexicano en su lucha contra el general Zachary Taylor. Es más recordado por organizar la Primera y Segunda Guerra de Cortina, normalmente conocidas como Cortina Troubles o Incidentes de Cortina en 1859-1861, contra Estados Unidos, incluyendo el Estado de Texas y sus Texas Rangers, y milicia local en Brownsville (Texas), y contra el ejército regular americano en la zona del Río Grande. Su odio por Texas lo hizo incluso alistarse en el ejército de la Unión en la guerra civil estadounidense y a dirigir un ejército de la Unión en el sur de Texas. También realizó avances en la construcción del Fuerte Casamata (Matamoros, Tamaulipas) en 1864. 
Tras la guerra, Cortina fue perdonado por el gobierno de Reconstrucción, y, aunque siguió actuando como un notorio ladrón de ganado y virulento antitexano, de forma efectiva su poder se disolvió dentro de la estructura de posguerra de Texas. Figuró también de forma importante en la guerra contra los Habsburgos y los franceses en México, pero luego estuvo embrollado en numerosas intrigas durante la última parte del siglo XIX y fue encarcelado hasta su muerte en México, D.F.

## Primeros años de vida y auge político
Juan Cortina nació en Camargo, Tamaulipas, era hijo de Estéfana Goseacochea y Trinidad Cortina, una familia ganadera acomodada. Cuando tenía 3 años, su familia se trasladó al Valle del Río Grande, ya que su madre había heredado grandes extensiones de tierra en los alrededores de Matamoros y Brownsville. En 1846, a los 22 años, ingresó en el ejército mexicano bajo las órdenes del general Mariano Arista, que había llegado a Matamoros en un intento de detener a las fuerzas de avance del general Zachary Taylor. Arista solicitó a Cortina formar una fuerza de Vaqueros locales que trabajaron para él y los ranchos cercanos. Este irregular regimiento de caballería (llamado "Tamaulipas") se colocó bajo su mando, la Intervención estadounidense en México había comenzado, Cortina tomó parte en las batallas de Palo Alto y la Resaca de la Palma.
Con el fin de la guerra y la firma de Tratado de Guadalupe Hidalgo el 2 de febrero de 1848, las fincas de la familia Cortina fueron divididas por la nueva frontera, dejando una vasta porción de sus tierras dentro del territorio de los Estados Unidos, siendo que, originalmente estos territorios de Tamaulipas y sur de Texas habían estado unidos desde su fundación como el Nuevo Santander. Cortina se convirtió en un importante jefe político para el Partido Demócrata del sur de Texas, y aunque las nuevas autoridades locales invalidaron muchas de sus reivindicaciones de tierras, él seguía siendo un gran hacendado. Muchos propietarios mexicanos sufrieron de esta situación por lo que junto con Cortina entraron en conflicto con un influyente grupo de abogados y jueces de Brownsville, a quienes acusaron de expropiación de tierras a los tejanos mexicanos, que no estaban familiarizados con el sistema legal estadounidense. "Bandadas de vampiros, en la apariencia de los hombres", escribió, "mexicanos fueron privados de su propiedad, encarcelados, perseguidos, asesinados, y cazados como bestias salvajes". Las escaramuzas de Cortina con la ley de Estados Unidos se intensificaron de manera constante, y Cortina sería acusado dos veces por cargos de robo de ganado. Sin embargo,  fue arrestado debido a su ya gran popularidad entre los más pobres Tejanos, que consideraban este intento de ser más que otra manifestación de acoso judicial por los "Anglos" (tejanos de origen estadounidense) a su clase. Con el propósito de la defensa de los derechos de este grupo social, Cortina se reunió, entrenando y armando un ejército privado, y en muchas ocasiones se utilizaba esta fuerza para resistir el desalojo de tejanos de sus tierras. Como resultado, se convirtió en un líder popular entre la población local más pobre, que lo veía como un héroe contra el abuso de poder por parte de los anglos.
En 1858 un rumor circuló sobre que el último de la tribu Karankawa había sido asesinado por Cortina. Esta fue propaganda de maniobra por los Rangers de Texas para exaltar la ira de los indios Karankawa de la región para que pudieran revelar la ubicación de Cortina. Los Karankawa eludían constantemente a Cortina y sus hombres. Los Karankawa eran la tribu indígena que lo salvaron a él y a su madre después que los recién llegados anglos atacaran la hacienda de Cortina, y a su familia (su primera esposa, María Dolores Tijerina, y sus hijos fueron asesinados en este enfrentamiento con los anglos). Cortina se había negado a vender la tierra que quedaba de su familia a los anglos, este hecho lo marcó de por vida y quedó amargado por el tratamiento de los invasores anglo-texanos a los cuales repudiaba fuertemente por la muerte de sus seres queridos. Sin embargo, estaba decidido a morar en la tierra en paz, independientemente de la presión de entrada de colonos extranjeros, que ahora clamaban el sur de Texas como suyo.

## Las guerras de Cortina
La tensión entre Cortina y las autoridades de Brownsville, finalmente se rompió en la violencia, y el 13 de julio de 1859, la Primera Guerra Cortina comenzó. Ese día, el mariscal de la ciudad de Brownsville Robert Shears estaba brutalizando al exempleado de Cortina, Tomás Cabrera. Cortina acertó a pasar por él, y le pidió a Shears que lo dejara manejar la situación; Shears se dice que le gritó en respuesta, "¿Qué es para ti, maldito mexicano?" Cortina hizo un disparo de advertencia, entonces cuando Shears no se detuvo, él intervino y le disparó en el hombro. La tensión creció más alta en las siguientes semanas, y el 28 de septiembre asaltó y ocupó la ciudad con un grupo de entre 40 y 80 hombres. Los enemigos de Cortina habían huido, mientras tanto, y durante la ocupación de Brownsville, se emitió una famosa proclama a revelar sus intenciones de ambas comunidades.  "(... ) No hay necesidad de miedo. Personas ordenadas y honrados ciudadanos son inviolables para nosotros en sus personas e intereses. Nuestro objetivo, como se ha visto, ha sido la de castigar a la maldad de nuestros enemigos, que hasta ahora ha quedado en la impunidad. Estos han actuado en connivencia con otros, y forman, por así decirlo, una logia inquisitorial pérfida para perseguir y nos roban, sin causa alguna, y por ningún otro delito por nuestra parte que la de ser de origen mexicano, considerando nosotros, sin duda, la miseria de esos regalos que ellos mismos no poseen. (...) los mexicanos ¡La paz esté con ustedes ! buenos habitantes del Estado de Texas, mirar en ellos como hermanos, y tener en cuenta lo que dice el Espíritu Santo: "no serás el amigo del hombre apasionado, ni júntate a el loco, no sea que aprendas su forma de trabajo y escandalizar a tu alma"
Cortina mantuvo el control sobre Brownsville hasta el 30 de septiembre de 1859, cuando se evacuó la ciudad, a instancias de los residentes influyentes de Matamoros. Los siguientes días, la gente de la ciudad de Brownsville, formaron un grupo de 20 hombres con el fin de luchar contra Cortina, llamado "los Tigres de Brownsville". En noviembre, los Tigres de Brownsville se enteraron de que Cortina fue al rancho de su madre, en la cercana localidad de Santa Rita, a cinco millas al oeste de Brownsville. Se lanzaron de inmediato al ataque, sólo para ser enviados a retirarse en desorden por las fuerzas de Cortina.
Más tarde ese mismo mes, los Tigres de Brownsville se unieron a un grupo de división de los Texas Rangers, y Cortina decidió atacarlos. La ofensiva no tuvo éxito, y en diciembre, un segundo grupo de Rangers liderada por el Capitán John "Rip " Ford llegó, más grande y mejor organizado. Debido a las apelaciones de los ciudadanos de Brownsville, el Ejército de Estados Unidos envió tropas que partieron de San Antonio a la cercana Fort Brown, que había sido abandonada hace unos años. El nuevo comandante del fuerte, el mayor Samuel Heintzelman, unía y coordinaba todos los grupos armados a poner fin a la amenaza Cortina. Cortina se retiró hasta el Río Grande, el 27 de diciembre de 1859 Heintzelman y Ford le dedican a la batalla de la ciudad Río Grande. Fuerzas de Cortina fueron decisivamente derrotados, perdiendo sesenta hombres y todo su equipo. Perseguido y derrotado por Ford de nuevo unos días más tarde, Cortina se retiró a las montañas de Burgos. La Primera Guerra Cortina había terminado, y con el aumento de la presión tanto de los Estados Unidos y el gobierno mexicano para poner fin a todas las actividades hostiles, Cortina había permanecido lejos de la escena durante más de un año.
En mayo de 1861, la más corta Segunda Guerra Cortina tuvo lugar. La Guerra Civil acababa de comenzar, y Cortina, con su sentimiento antitexano, se había alineado con el ejército de la Unión de los norteños de Estados Unidos para luchar contra los sureños texanos confederados, dirigió un avance e invadió el Condado de Zapata pero fue derrotado por los confederados del Capitán Santos Benavides en la batalla de Carrizo, y se retiró a Tamaulipas después de perder dieciocho hombres. Después de esto, Cortina dejaría de realizar incursiones militares a gran escala en el territorio de los Estados Unidos, aunque las acusaciones de promover acciones de guerrilla contra los terratenientes más ricos texanos en la zona fueron muchas a lo largo de los años siguientes.

## Carrera posterior política

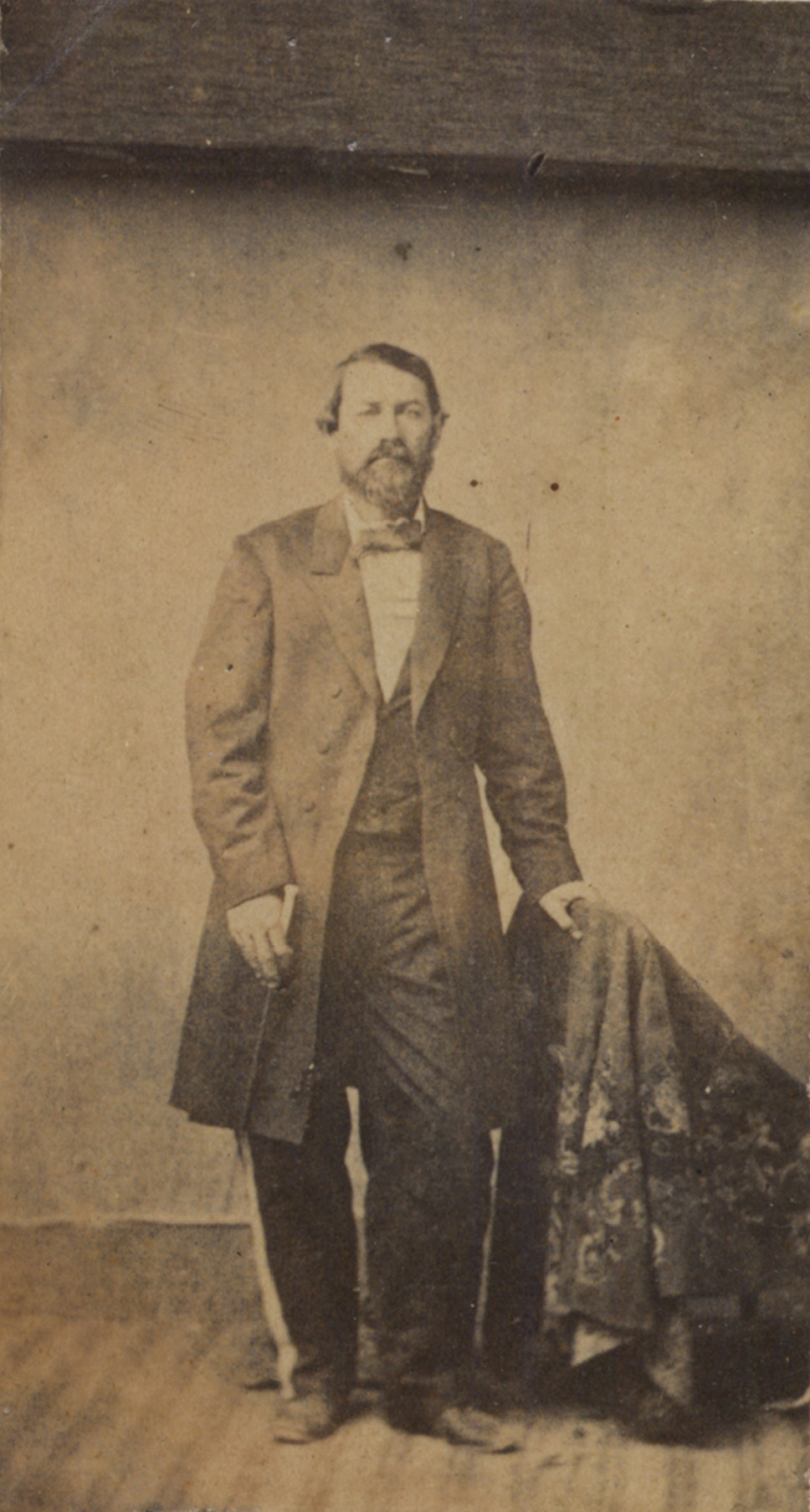
Juan Nepomuceno Cortina aprox. 1865.

En los años siguientes , Cortina se centró en su carrera política dentro del estado de Tamaulipas. El presidente de México Benito Juárez lo nombró comandante militar de las fuerzas estacionadas en la frontera del sudeste.
Cuando la intervención de Francia en México se inició en 1862, Cortina del lado de Juárez al principio, tomó parte en la Batalla de Puebla el 5 de mayo. Sin embargo, como los franceses finalmente derrotaron a las fuerzas mexicanas y se estableció el gobierno del emperador Maximiliano de Habsburgo como Maximiliano I, soberano de México, Cortina percibió la oportunidad de consolidar su poder en la región de Tamaulipas y cambió de bando al unirse a los imperialistas. Esta alianza duró poco, y pronto Cortina se levantó contra los franceses. Al mando de un gran ejército que había reunido personalmente y equipado, se involucró a las fuerzas intervencionistas que habían desembarcado cerca de Tampico y los derrotó. Sus nuevas acciones militares a lo largo del centro México ayudaron en el esfuerzo contra el imperio. Cortina estuvo presente en la ejecución de Maximiliano en Querétaro. Durante este tiempo, en ausencia de una autoridad nacional legal, se nombró a sí mismo gobernador de Tamaulipas en dos ocasiones en 1864 y 1865. Renunció al cargo en 1866 en favor de los generales José María Carvajal y Santiago Tapia.
La actitud de los estadounidenses hacia los tejanos de Cortina cambió completamente con la derrota de los Estados Confederados de América y su importante papel en la defensa del Gobierno de México, y después de volver a su casa en Matamoros en 1870, fue formalmente invitado en varias ocasiones como invitado de honor de la ciudad de Brownsville. Su apoyo a la  Unión motivó a muchos notables residentes del Valle del Río Grande (incluyendo a un exalcalde de Brownsville) aprobar una petición a la Legislatura de Texas, pidiendo un oficial perdón por sus crímenes durante las Guerras de Cortina. Aunque esta moción no prosperó y finalmente fue rechazada, Cortina se había ganado la simpatía de duración de la mayoría de la población local tanto de ascendencia hispana y americana. Las autoridades mexicanas también lo honraron: fue nombrado Brigadier General, y el mayor de batallón del estado de Tamaulipas ha sido renombrado como "el Batallón Cortina".

## Arresto y exilio
Sin embargo, los días de Cortina de gloria no duraron. Su apoyo al Plan de Tuxtepec y a Porfirio Díaz, seguido por sus esfuerzos de formar un ejército con la población local para intentar otro golpe de Estado a favor de Díaz y dar refugio a la entonces prófugo general, le valió la enemistad de Juárez y su sucesor a la Presidencia, Sebastián Lerdo de Tejada. Reiteradas acusaciones en su contra por los ricos terratenientes en Texas de llevar a cabo ataques contra su ganado y sus propiedades fueron finalmente escuchadas por el gobierno mexicano, y se utilizaron como justificación pública para detenerlo. En 1875, Cortina fue arrestado y llevado a la Ciudad de México.
El 29 de noviembre de 1876, Díaz fue finalmente capaz de derrocar al Gobierno y se nombró a sí mismo el presidente de México. A Cortina se le permitió regresar a Tamaulipas, donde una vez más trató de levantar una fuerza armada. Pero antes de que pudiera poner en funciones este nuevo ejército, Díaz ordenó su arresto y confinamiento en la Ciudad de México por segunda vez.
Muchos factores contribuyeron a la decisión de Díaz, las principales son la ambición de Cortina por el poder dentro de Tamaulipas encima de cualquier cosa, y la consiguiente falta de fiabilidad y la inestabilidad de su apoyo, como ya ha demostrado muchas veces en su vida. Díaz también recibió una gran suma de dinero, que se calcula a partir de entre $ 50.000 a $ 200.000 de los ricos hacendados del sur de Texas para financiar su toma del poder con la condición de que, a su vez, él se encargaría de detener las incursiones de Cortina en el territorio de Estados Unidos. Lo más importante, Díaz estaba decidido a mantener el control absoluto del gobierno (como lo hizo durante los subsiguientes 33 años), sin importar los medios involucrados, y se quitó sistemáticamente todo rastro de oposición que podría haber impugnado su voluntad. También, con la presión diplomática procedente del Gobierno de Estados Unidos, que estaba preocupado por las ambiciones de Cortina en el Condado de Cameron , Texas y su comportamiento en el pasado, el presidente decretó la detención y ejecución de su antiguo aliado.
El general José Canales, un viejo enemigo de Cortina que fue enviado para llevar a cabo la orden, decidió llevarlo a la Ciudad de México en su lugar, por temor a las represalias populares de la gente de Tamaulipas. Su viejo rival, John S. Ford, también intercedió en su favor. Fue mantenido en la prisión militar de Santiago Tlaltelolco, sin ser juzgado ni condenado. Allí permaneció hasta 1890, cuando fue puesto en libertad condicional en una gran hacienda cerca la Ciudad México. Cortina murió en Azcapotzalco, la Ciudad de México el 30 de octubre de 1894.

## Cortina en la cultura popular
- Cortina es el personaje de la canción de Oscar Chávez, Corrido de Juan Cortina.
- Fue interpretado por el actor Joaquim de Almeida en la película One Man's Hero del año 1999
- En el episodio "Boy Gone Astray" de la serie Law & Order, Connie Rubirosa mencionó que Cortina fue uno de sus ancestros.
- En la novela Texas por Carmen Boullosa, el personaje Don Nepomuceno se basa en Cortina.